# Жан Филип Красо
Жан Филип Красо (фр. Jean-Philippe Krasso; Штутгарт, 17. јул 1997) фудбалер је који тренутно наступа за Париз и члан је репрезентације Обале Слоноваче.

## Клупска каријера
Након пресељења у Француску, Красо је у млађим узрастима наступао за Шатору. Касније је прешао у Лорјан где је остао до 2017. године. У том периоду је играо за омладински и резервни састав тог клуба. Надаље је такође остао у Четвртој лиги Француске, најпре као играч Шилтигема па потом Епинала. Крајем маја 2020. године је потписао трогодишњи уговор са Сент Етјеном. Дебитовао је у финалу Купа Француске када је његов тим претрпео минимални пораз од Париз Сен Жермена. На крају јануара наредне године договорена је позајмица Ле Ману.
По повратку с позајмице, у остатку календарске 2021. остао је у саставу Сент Етјена. Био је асистент код јединог поготка своје екипе у поразу од Монака, док је први погодак у Лиги 1 постигао против Клермона. Још неколико месеци провео је играјући за Ајачо као уступљени фудбалер. Допринео је пласману клуба у највиши степен такмичења по окончању сезоне 2021/22. За Сент Етјен је одиграо последњу годину уговора и сезону 2022/23. завршио као најбољи стрелац и асистент своје екипе у Лиги 2. Постигавши четири од укупуно пет погодака у победи над Бастијом, Красо је постао први фудбалер који је забележио такав учинак у том такмичењу током 21. века.
Дана 20. јуна 2023. године је као слободан играч потписао четворогодишњи уговор са Црвеном звездом. На отварању сезоне 2023/24. био је двоструки стрелац у победи од 5 : 0 над Војводином те је изабран за играча кола у Суперлиги Србије. Учествовао је у освајању дупле круне, а током сезоне је наступао на више позиција у навали и постигао укупно девет погодака.
Из Црвене звезде је у јулу 2024. прешао у Париз.

## Репрезентативна каријера
Красо је пореклом из Обале Слоноваче, рођен је у Немачкој и као млад се преселио у Француску. Током 2017. наступао је за селекцију Обале Слоноваче уз узрасту до 20 година старости. За репрезентацију Обале Слоноваче дебитовао је у септембру 2022. против Тогоа. Позван је у састав репрезентације за Афрички куп нација 2023. На отварању тог такмичења, против Гвинеје Бисао, био је стрелац и асистент у победи свог тима резултатом 2 : 0. Красо је био у саставу екипе Обале Слоноваче на Афричком купу нација 2023. и допринео његовом освајању.

## Статистика каријере

### Клупска
Ажурирано 7. јула 2024.
|                    |          |                        |     |    |    |   |   |   |   |   |     |    |  |  |
| Лорјан             | 2012/13. | Лига 1                 | 0   | 0  | —  | — | — | — | — | — | 0   | 0  |  |  |
| Лорјан             | 2013/14. | Лига 1                 | 0   | 0  | —  | — | — | — | — | — | 0   | 0  |  |  |
| Лорјан             | 2014/15. | Лига 1                 | 0   | 0  | —  | — | — | — | — | — | 0   | 0  |  |  |
| Лорјан             | 2015/16. | Лига 1                 | 0   | 0  | —  | — | — | — | — | — | 0   | 0  |  |  |
| Лорјан             | 2016/17. | Лига 1                 | 0   | 0  | —  | — | — | — | — | — | 0   | 0  |  |  |
| Лорјан             | Укупно   | Укупно                 | 0   | 0  | —  | — | — | — | — | — | 0   | 0  |  |  |
|                    |          |                        |     |    |    |   |   |   |   |   |     |    |  |  |
| Лорјан II          | 2014/15. | Четврта лига Француске | 9   | 1  | —  | — | — | — | — | — | 9   | 1  |  |  |
| Лорјан II          | 2015/16. | Четврта лига Француске | 23  | 4  | —  | — | — | — | — | — | 23  | 4  |  |  |
| Лорјан II          | 2016/17. | Четврта лига Француске | 11  | 1  | —  | — | — | — | — | — | 11  | 1  |  |  |
| Лорјан II          | Укупно   | Укупно                 | 43  | 6  | —  | — | — | — | — | — | 43  | 6  |  |  |
|                    |          |                        |     |    |    |   |   |   |   |   |     |    |  |  |
| Шилтигем           | 2017/18. | Четврта лига Француске | 23  | 5  | 3  | 1 | — | — | — | — | 26  | 6  |  |  |
|                    |          |                        |     |    |    |   |   |   |   |   |     |    |  |  |
| Епинал             | 2018/19. | Четврта лига Француске | 24  | 5  | 2  | 1 | — | — | — | — | 26  | 6  |  |  |
| Епинал             | 2019/20. | Четврта лига Француске | 18  | 5  | 6  | 5 | — | — | — | — | 24  | 10 |  |  |
| Епинал             | Укупно   | Укупно                 | 42  | 10 | 8  | 6 | — | — | — | — | 50  | 16 |  |  |
|                    |          |                        |     |    |    |   |   |   |   |   |     |    |  |  |
| Ле Ман (позајмица) | 2020/21. | Трећа лига Француске   | 14  | 5  | —  | — | — | — | — | — | 14  | 5  |  |  |
|                    |          |                        |     |    |    |   |   |   |   |   |     |    |  |  |
| Ајачо (позајмица)  | 2021/22. | Лига 2                 | 15  | 4  | —  | — | — | — | — | — | 15  | 4  |  |  |
|                    |          |                        |     |    |    |   |   |   |   |   |     |    |  |  |
| Сент Етјен         | 2019/20. | Лига 1                 | —   | —  | 1  | 0 | — | — | — | — | 1   | 0  |  |  |
| Сент Етјен         | 2020/21. | Лига 1                 | 6   | 0  | 0  | 0 | — | — | — | — | 6   | 0  |  |  |
| Сент Етјен         | 2021/22. | Лига 1                 | 16  | 1  | 2  | 0 | — | — | — | — | 18  | 1  |  |  |
| Сент Етјен         | 2022/23. | Лига 2                 | 35  | 17 | 0  | 0 | — | — | — | — | 35  | 17 |  |  |
| Сент Етјен         | Укупно   | Укупно                 | 57  | 18 | 3  | 0 | — | — | — | — | 60  | 18 |  |  |
|                    |          |                        |     |    |    |   |   |   |   |   |     |    |  |  |
| Црвена звезда      | 2023/24. | Суперлига Србије       | 28  | 8  | 3  | 1 | 4 | 0 | — | — | 35  | 9  |  |  |
|                    |          |                        |     |    |    |   |   |   |   |   |     |    |  |  |
| Каријера           | Каријера | Каријера               | 222 | 58 | 17 | 8 | 4 | 0 | — | — | 243 | 64 |  |  |
|                    |          |                        |     |    |    |   |   |   |   |   |     |    |  |  |

### Репрезентативна
Ажурирано 7. јула 2024.
| Обала Слоноваче | Обала Слоноваче | Обала Слоноваче |
| Године          | Наступа         | Голова          |
| --------------- | --------------- | --------------- |
| 2022.           | 4               | 1               |
| 2023.           | 5               | 2               |
| 2024.           | 8               | 1               |
| Укупно          | 17              | 4               |

## Трофеји, награде и признања

### Клупски
Црвена звезда
- Суперлига Србије : 2023/24.[35]
- Куп Србије : 2023/24.[36]

### Репрезентативни
Обала Слоноваче
- Афрички куп нација : 2023.[37]

### Појединачно
- Играч месеца у Лиги 2 (август 2022)[38]
- Тим сезоне 2022/23. у Лиги 2[39]
- Играч кола у Суперлиги Србије (2)

1. Суперлига Србије за сезону 2023/24, 1. коло[16]
2. Суперлига Србије за сезону 2023/24, 2. коло[40]